# Hoffmannia caripensis
Hoffmannia caripensis là một loài thực vật có hoa trong họ Thiến thảo. Loài này được (Humb. & Bonpl.) Steyerm. mô tả khoa học đầu tiên năm 1964.